# Костерјово
Костерјово (рус. Костерёво) град је у Русији у Владимирској области. Према попису становништва из 2010. у граду је живело 9073 становника.

## Становништво
| 1959. | 1970. | 1979.  | 1989.  | 2002. | 2010. |
| ----- | ----- | ------ | ------ | ----- | ----- |
| 7.474 | 9.250 | 11.365 | 11.777 | 9.608 | 9.073 |